# Деніель Чима
Деніель Чима (англ. Daniel Chima, нар. 4 квітня 1991, Кано) — нігерійський футболіст, нападник клубу «Молде».
Чемпіон Норвегії. Володар Кубка Норвегії.

## Ігрова кар'єра
У дорослому футболі дебютував 2010 року виступами за команду клубу «Люн», взяв участь у 11 матчах чемпіонату. У складі «Люна» був одним з головних бомбардирів команди, маючи середню результативність на рівні 0,36 голу за гру першості.
До складу клубу «Молде» приєднався 2010 року. Відтоді встиг відіграти за команду з Молде 96 матчів в національному чемпіонаті.

## Титули і досягнення
- Чемпіон Норвегії (1):

«Молде»: 2011, 2012
- Володар Кубка Норвегії (1):

«Молде»: 2013